# Marcus Diniz
Marcus Plínio Diniz Paixão, né le 1er août 1987 à Vitoria (Brésil), est un footballeur brésilien, qui évolue au poste de défenseur.

## Biographie

### Jeunesse et formation
En 2004, il rejoint l'AC Milan et évoluera avec le centre de formation de l'AC Milan.

### Carrière en club

#### AC Milan (2007-2008)
Le 1er août 2017, Marcus signe pro avec l'AC Milan. Il sera directement prêté en Serie C, plus précisément avec l'AC Monza Brianz.

#### Retour au Milan AC et plusieurs prêts (2009-2015)
Pendant la pause estival de 2010, il sélectionné avec la première équipe de l'AC Milan pour aller faire une tournée de matchs amicaux aux États-Unis.
Le 1er juillet 2010, il est prêté au Parme AC. Seulement après quelques matchs amicaux, Marcus revient chez les Milanais, après 1 mois d'expérience en Émilie-Romagne.
Le 25 août 2010, le Brésilien est prêté au club belge du KAS Eupen.
Le 29 août, Diniz est prêté au Côme 1907, avec lequel il réalisera 26 rencontres et 1 but.
Le 22 juillet 2012, après une expérience au club de Côme et des essais avec l'US Salernitana, il signe en prêt dans les Pouilles avec l'US Lecce. Il portera le numéro 5. Le 30 septembre 2012, il marque son premier but avec l'US Lecce contre le Tritium Calcio, à la 12e minute de jeu, en Serie C (victoire 2-0 au Stade Via del Mare). Le 17 juillet 2013, alors que Marcus Diniz doit retourner en Lombardie car c'est la fin de son prêt, les Leccesi prolonge son prêt jusqu'en 2015.

#### Calcio Padoue (2015-2016)
Le 16 juillet 2015, il signe au Calcio Padoue, avec un contrat de 2 ans.

#### FC Lausanne-Sport (2016-2017)
Le 4 juillet 2016, il signe en Suisse au FC Lausanne-Sport.
Le 31 juillet 2016, Diniz joue son premier match avec les Lausannois face au FC Thoune en remplaçant Benjamin Kololli à la 75e minute de jeu. Lors de son premier match, il marque aussi son premier but avec le club vaudois à la 91e minute de jeu (match nul 4-4 au Stade olympique de la Pontaise). Ce match entre dans le cadre de la Super League 2016-2017.
Marcus joue son premier match avec les bleus et blancs en étant titualaire le 6 août 2016 face au FC Sion en championnat suisse (victoire 3-1 au Stade de Tourbillon).

#### Hapoël Kiryat Shmona (2017-)
Après 31 présences et 2 buts en Raiffeisen Super League, le 28 juin 2017, Marcus Diniz signe à l'Hapoël Kyat Shmona, en Israël.